# Roy Samaha
Roy Samaha, né le 12 septembre 1984 à Zahlé au Liban, est un joueur libanais de basket-ball. Il évolue aux postes d'ailier fort et de pivot.

## Palmarès
- Finaliste du championnat d'Asie 2007
- Coupe d'Asie des clubs champions 2001, 2004
- Coupe des champions WABA 2004
- Champion du Liban 2001, 2002, 2003, 2004
- Coupe du Liban 2001, 2002, 2003
- Champion d'Asie des -20 ans 2004